# 송클라주
송클라주(태국어: สงขลา, Songkhla Province)는 태국 남부의 주이다. 인접한 주로는 사뚠 주, 파탈룽 주, 나콘시탐마랏 주, 빠따니 주, 얄라 주가 있다. 남쪽으로는 말레이시아의 케다 주와 페를리스 주가 경계를 접하고 있다.
대부분의 다른 지방과는 달리 수도 송클라가 가장 큰 도시가 아니며, 핫야이 신도시가 가장 크고 인구도 194,000명으로 송클라의 두 배가량 많다. 이런 이유로 가끔씩 송클라의 주도를 혼동하기도 한다. 두 도시 모두 핫야이-송클라 메트로폴리탄 지구를 구성한다.

## 지리

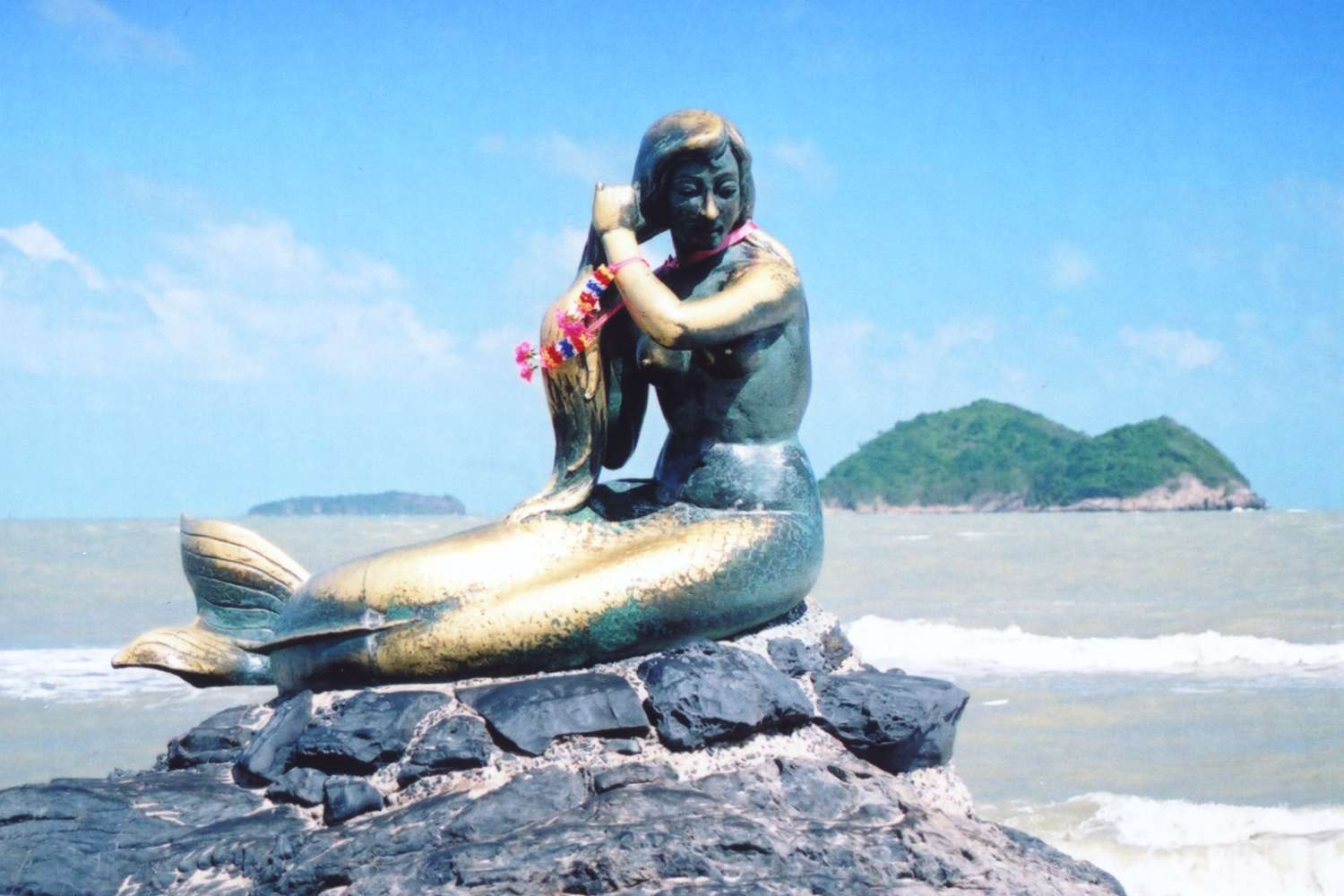
램 사밀라의 인어공주상

이 주는 타이만 해안의 말레이 반도에 위치한다. 가장 고도가 높은 곳은 카오 마이 깨오로 821m이다.
이 지방의 북쪽에는 태국 최대 자연호수인 송클라호가 있다. 깊이는 얕고 면적은 1,040 km2 차지하며, 남쪽으로 780km로 뻗어 있다. 타이 만 입구 근처의 도시 송클라 시에는 담수에도 소금기가 섞여있다. 강거두고래가 일부 호수에 살고 있지만, 남획으로 인해 멸종 위기에 처해 있다.
이 지방에는 두 개의 국립공원이 존재한다. 산깔라 키리 국립공원은 214 km2를 차지하는 고원 산악지대이며, 태국과 말레이시아가 국경을 공유한다. 카오 남 캉 국립공원도 산악 지대에 위치를 하며, 1980년까지 중국 게릴라들의 은신처가 존재하기도 하였다.
송클라 시내 사밀라 곶에 해변이 있고, 이 지방에서 가장 인기 있는 해변 휴양지이다. 이 해변에는 유명한 인어 상이 있다. 꼬 누와 꼬 매우 두 섬이 해변에서 멀지 않은 곳에 있으며, 이곳도 유명한 랜드마크와 인기있는 낚시터가 되고 있다.

## 역사
송클라라는 이름은 말레이어로 “사자의 도시”를 의미하는 싱고라(سيڠڬورا)에서 유래한 것이다. 이것은 송클라 시 근처에 있는 산의 모양에서 유래된 지명이다. 이곳은 원래 고대 말레이 왕국의 영토였으며, 스리비자야의 영향을 많이 받은 지역이다. 200년에서 1400년까지 송클라는 말레이 왕국 중 랑카수카의 최북단이었고, 18세기 이후 송클라는 태국의 안정적인 종주권 하에 편입되었다.
현재의 송클라 주 정부 소재지 주변에는 18세기 후반부터 많은 화교가 중국의 광동성, 복건성에서 유입되었다. 1769년에는 복건성 장주부 해징현 출신의 화교 오양이 세무관으로 임명되어 송클라 가문(나 송클라)을 세웠다. 오양은 세무관의 지위를 이용해 송클라 가문을 송클라 경제를 조종하는 일가로까지 성장시켰다. 1777년에는 지금까지의 지사가 물러나고 오양이 송클라 지사에 임명되었다. 이 때, 오양(루앙 인타키리)는 관직을 하사받아 송클라 가문은 송클라 경제 뿐만이 아니라 정치도 좌우하는 송클라 최대의 명가로 성장하였다.
1786년 전 지사가 지위를 만회하려 봉기하였지만 실패로 끝나고, 이 사건으로 정적이 제거된 송클라 가문은 발전을 가속하여 오양(루앙 인타키리) 이후 8대에 걸쳐서 오씨 화인 정권(송클라 가문 정권)이 계속되었다. 그러나 1901년, 담롱 라자눕합 황태자에 의해서 지방 행정 개혁을 진행되어 송클라 가문 출신의 프라야 인타키리를 마지막으로, 송클라의 송클라 가문의 독재는 끝이 났다. 1953년 오씨 가문의 집은 송클라 국립박물관으로서 일반적에 공개되었다.
1909년 송클라는 1909년 맺은 영국-시암 조약에 따라 정식으로 시암에 병합되었다. 그러나 1941년 12월 8일 일본군이 태국을 침공했을 때 참혹한 전장이 되었다.

## 사람
주민의 23.2%가 이슬람교이며, 4.6%는 말레이계이다.

## 교통
방콕에서 모든 길로 통하는 펫까셈 대로는 말레이시아의 사다오를 가로지르는 경계에서 끝난다. 또한 아시안 고속도로 2번과 18번은 이 지방을 관통한다.

## 문화

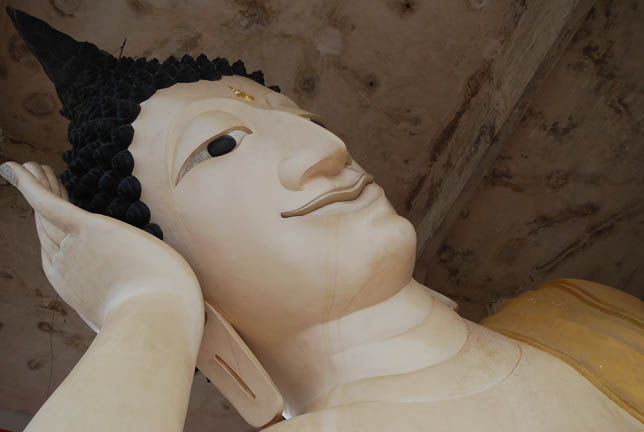
왓 하야나이의 와불

이 지방의 가장 중요한 불교 사원은 왓 맛치마왓(왓 끌랑)이며, 송클라 시의 사이부리 대로에 자리를 잡고 있다.
송클라 호의 꼬 요 섬은 탄슐라논드 다리를 통해 쉽게 갈 수 있기 때문에 주민들이 파토코요라는 수공예품을 팔고 있다. 또한 이곳 섬의 잠파다라는 잭푸르트도 명물 중의 하나이다.
10월 첫째 날 밤에 열리는 착 프라는 남부 태국에만 있는 불교 축제이다.

## 행정
송클라는 16개의 암프가 있고, 다시 127개의 땀본으로 나뉜다. 987개의 무반이 있다.
1900년 차나, 테파는 므앙 빠타니에서 떨어져 나와 송클라에 편입되었다.
| 1. 므앙송클라군 (말레이어: 싱고라) 2. 사팅프라군 3. 짜나군 (말레이어: 체녹) 4. 나타위군 (말레이어: 나위) 5. 테파군 (말레이어: 티바) 6. 사바요이군 (말레이어: 세바유) 7. 라놋군 (말레이어: 레눗) 8. 끄라새신군 | 1. 라따품군 2. 사다오군 (말레이어: 센다와) 3. 핫야이군 4. 나몸군 5. 쿠안니앙군 6. 방끌람군 7. 싱하나콘군 8. 클롱호이콩군 |